# Natalie van den Adel
Natalie van den Adel (Dordrecht, Holanda, 25 de octubre de 1990) es una jugadora holandesa de baloncesto profesional.

## Trayectoria
Empezó a jugar al baloncesto, deporte que más le gustaba, a los 8 años. Sus padres también lo practicaban. Estudió Human Development & Family Studies en la Universidad de Colorado (USA). Es una jugadora versátil con talento en ataque y gran envergadura que juega en todas las posiciones. Se marcó como objetivo participar en los Juegos Olímpicos de París en 2024.

## Clubes
- 2006-2008 CBV Bnnenland (Holanda).
- 2010-2012 CBV Binnenland (Holanda).
- 2012-2013 Katwijk (Holanda).
- 2013 CBV Binnenland (Holanda).
- 2013-2014 Angers (Francia).[4]
- 2014-2015 Zamarat (Zamora).[4]
- 2015-2016 Zamarat.
- 2016 (Verano) McKinnon Cougars (Australia).[5]
- 2016-2017 Mann-Filter (Zaragoza).
- 2017 (Verano) Bulleen Boomers (Australia), disputando la final de los Play Offs por el título de Liga.[6]
- 2017-2020 Lacturale Art Araski.[7]
- 2020-2022 Maquinaria Ensino de Lugo. Jugó EuroCup.[8]
- 2022-2024 Kutxabank Araski[9]
- 2024 Halcones Xalapa (México)

## Selección nacional
Internacional con la selección neerlandesa en las categorías inferiores U16, U18 y U20 y absoluta, participando en numerosas competiciones del EuroBasket 2013, 2015, 2017. 2019, 2021 y 2023.

## Palmarés
| Título                          | Club            | País      | Año  |
| ------------------------------- | --------------- | --------- | ---- |
| Finalistas Liga Australiana     | Bulleen Boomers | Australia | 2017 |
| 3x3 Medalla de plata            | Países Bajos    |           | 2022 |
| 3x3 Medalla de plata            | Países Bajos    |           |      |
| Máxima anotadora Copa del Mundo | Países Bajos    |           |      |
| Máxima anotadora Copa del Mundo | Países Bajos    |           |      |